# Lapin blanc danois
Le lapin blanc danois (hvid dansk landkanin) est une race de lapin domestique originaire du Danemark. C'est en 1902-1903 que le directeur du zoo de Copenhague, Julius Schiøtz, a commencé à sélectionner une race de lapin blanc albinos aux yeux rouges en croisant des lapins à l'état demi-sauvage des îles danoises avec le lapin blanc belge. Il pèse entre 3,8 kg et 4,6 kg. C'est devenu une race rare.